# Swift (webový prohlížeč)
Swift je webový prohlížeč pro Microsoft Windows, který je založen na renderovacím jádru WebKit (to je založeno na KHTML) od firmy Apple. Prohlížeč je v současné době ve vývoji a je plný chyb. Jedná se však o první prohlížeč pro Windows, který je založen na WebKitu (KHTML). Nyní je k ve verzi 0.99, která vyšla 9. října 2007 a je šířen pod licencí GPL.